# Petersburg
Petersburg, Sankt Petersburg (ros. Санкт-Петербург, Sankt-Pietierburg); dawniej: Piotrogród (ros. Петроград, Pietrograd), Leningrad (ros. Ленинград) – miasto w Rosji, położone w delcie Newy nad Zatoką Fińską. W latach 1712–1918 stolica Imperium Rosyjskiego. Powierzchnia 1439 km², liczba ludności 5 384 342.
Petersburg jest miastem wydzielonym Federacji Rosyjskiej i stanowi jej odrębny podmiot. Jest stolicą Północno-Zachodniego Okręgu Federalnego.

## Nazwa
Nazwa miasta w ciągu wieków ulegała zmianie. Pierwotnie na cześć św. Piotra miasto nazywało się Сан(к)тпитербурхъ, co było wzorowane na niderlandzkiej wymowie Sint Petersburg, a wynikało z faktu, iż car Piotr I w młodości przebywał przez pewien czas w Holandii. Później ustabilizowała się nazwa w obecnym odniemieckim brzmieniu.

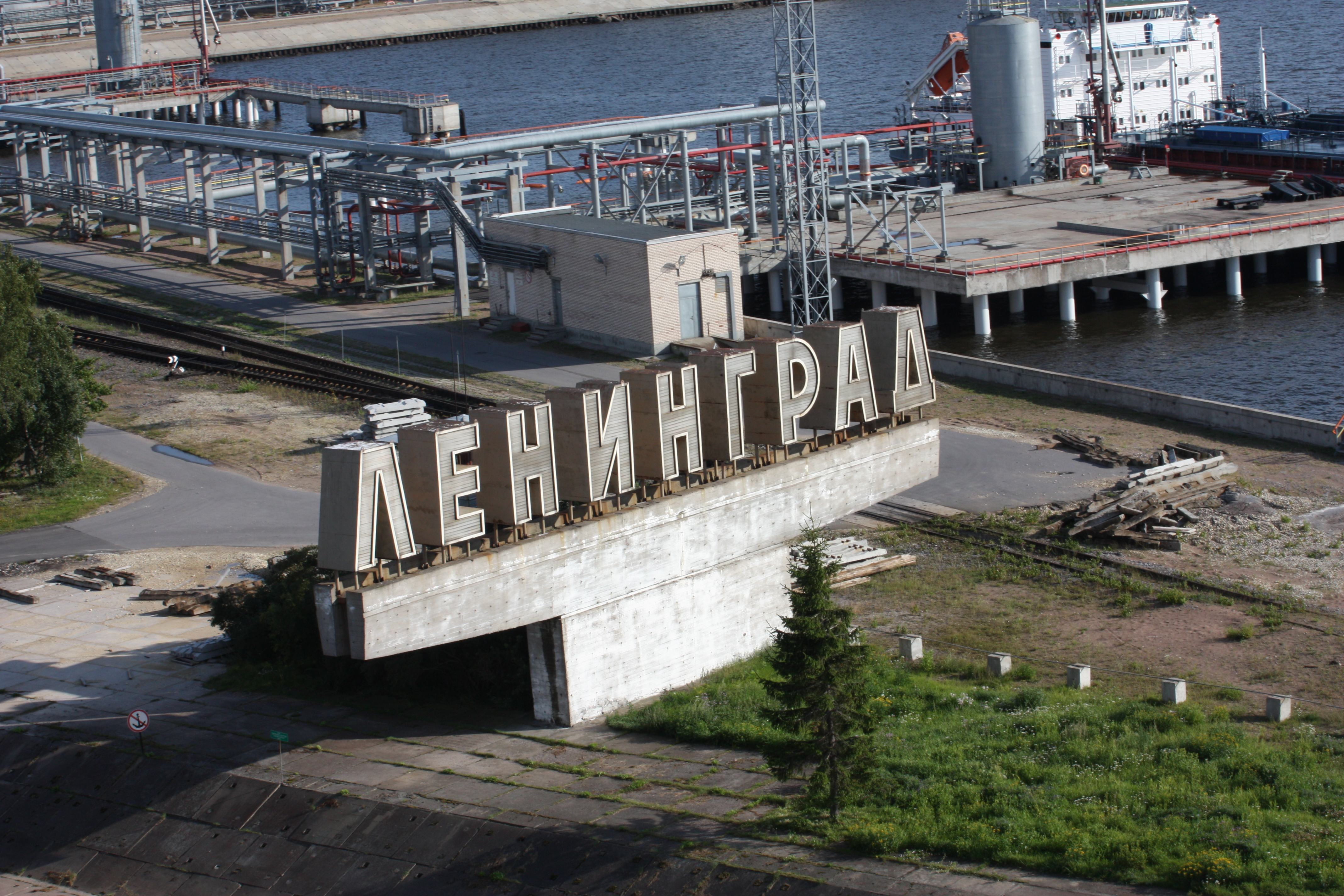
Nazwa „Leningrad” w petersburskim porcie morskim w 2009

Po wybuchu I wojny światowej, 31 sierpnia 1914 roku niemiecko brzmiącą nazwę zamieniono ze względów patriotycznych na jej rosyjskie tłumaczenie „Piotrogród” (Петроград). Prawie dziesięć lat później, 26 stycznia 1924 Piotrogród stał się „Leningradem” – w ten sposób uczczono pamięć Włodzimierza Lenina, zmarłego przywódcy Rosji Radzieckiej. 6 września 1991 miastu przywrócono dawną nazwę.
„Piter” (Пи́тер Pitier) – to z kolei nieoficjalna, pieszczotliwa, potoczna nazwa miasta, która funkcjonowała już w XIX wieku, była używana zarówno w czasach radzieckich, jak też obecnie. Stosuje się też określenia Культурная столица (Stolica Kultury), Северная столица (Północna Stolica), Вторая столица (Druga Stolica), Северная Венеция (Wenecja Północy), Северная Пальмира (Palmyra Północy), Петрополь (Pietropolis), Невоград (Newograd), Окно в Европу (Okno do Europy).
Zalecaną polską nazwą miasta (egzonimem), zgodnie z ustaleniami Komisji Standaryzacji Nazw Geograficznych jest tradycyjna forma „Petersburg”. W 2006 roku Komisja dopuściła używanie egzonimu wariantowego „Sankt Petersburg”, w dalszym ciągu zalecając w języku polskim używanie nazwy „Petersburg”.

## Charakterystyka

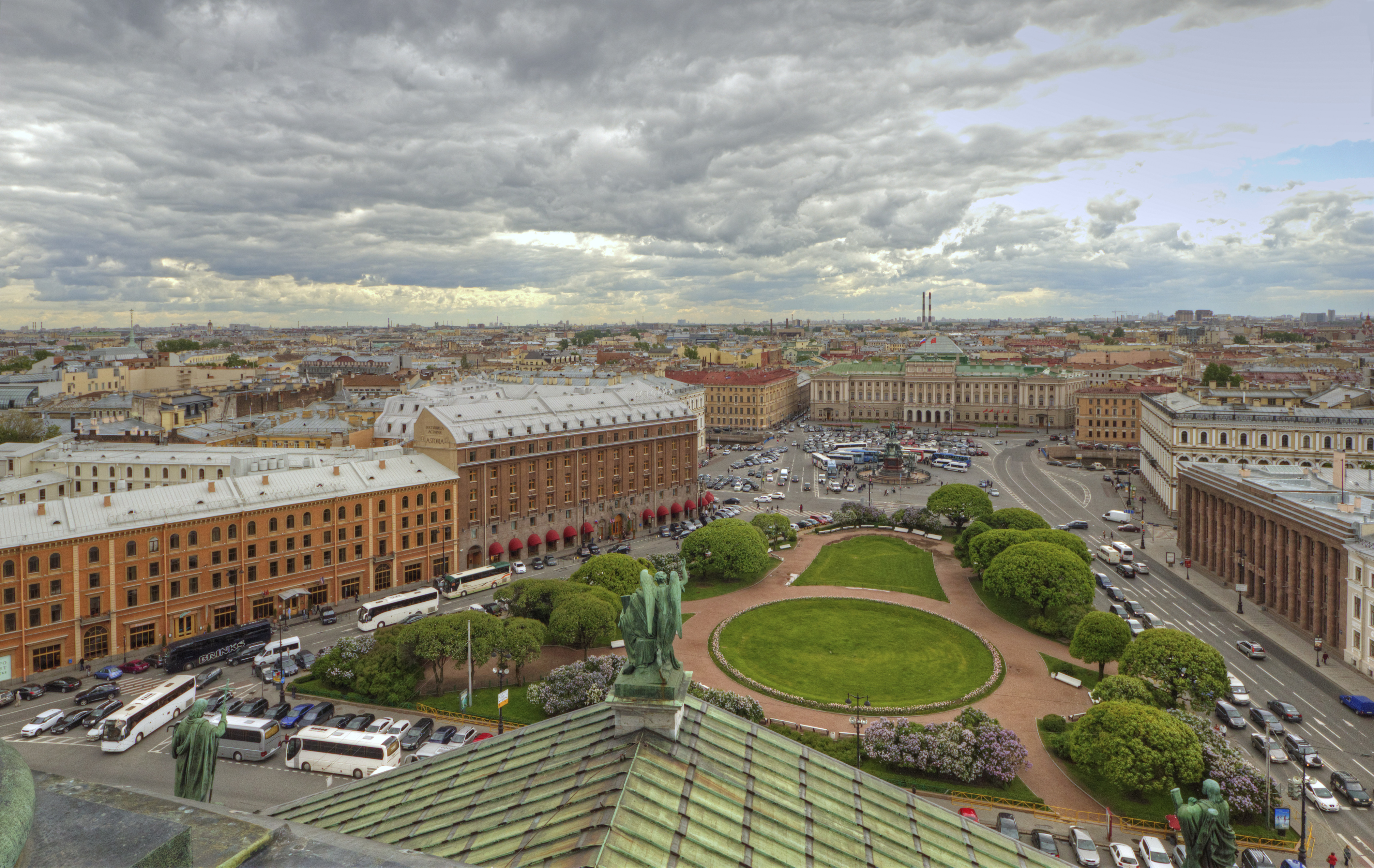
Miasto widziane z tarasu soboru św. Izaaka

Petersburg jest największym po Moskwie ośrodkiem gospodarczym, kulturalnym i naukowym Rosji, jednak pod względem odwiedzin turystów przewyższa stolicę, i tak np. w 2004 było ich 3,4 mln. Przez UNESCO został ogłoszony „ósmym najbardziej atrakcyjnym turystycznie miastem świata”, m.in. w związku z opiniami, że jest jednym z najwspanialszych zespołów urbanistycznych świata.
Według map i danych topograficznych z 1864 r. przyjęło się podawać, że Petersburg położony jest w delcie Newy na 101 wyspach. W rzeczywistości pod wpływem czynników naturalnych oraz na skutek działalności ludzkiej liczba ta od tego czasu systematycznie malała. Na początku lat 70. XX w. było już tylko 50 wysp. Wyspy te spięte są 396 mostami, z których 14 największych jest co noc otwieranych w celu umożliwienia statkom przedostania się na jezioro Ładoga. Z tego względu nazywany bywa Wenecją Północy.
W mieście istnieje 41 szkół wyższych, w tym Petersburski Uniwersytet Państwowy, ponad 170 instytucji naukowo-badawczych, ponad dwa tysiące bibliotek (w tym Biblioteka im. Michaiła Sałtykowa-Szczedrina), obserwatorium astronomiczne Pułkowo, Teatr Maryjski, który w latach 1920–1992 funkcjonował jako Teatr Opery i Baletu im. Sergieja Kirowa. Funkcjonuje ciesząca się światową sławą filharmonia, założona w 1862.
Petersburg jest jednym z głównych centrów muzealnych świata. Swoje zasoby udostępnia jedno z trzech największych muzeów świata – Ermitaż – a ponadto Państwowe Muzeum Rosyjskie, Muzeum Antropologii i Etnografii (Kunstkamera) oraz kilkaset mniejszych. W pobliżu miasta znajdują się liczne miejscowości turystyczno-wypoczynkowe z kompleksami parkowo-pałacowymi byłych carów Rosji: Carskie Sioło, Peterhof, Pawłowsk, Zielenogorsk, Gatczyna.

## Części miasta

Plan przedstawiający podział Petersburga na rejony

| Lp. | Nazwa rejonu       | Nazwa rosyjska          | Liczba mieszkańców: 1 stycznia 2021 |
| --- | ------------------ | ----------------------- | ----------------------------------- |
| 1   | Admirałtiejskij    | Адмиралтейский район    | 156 958                             |
| 2   | Wasileostrowskij   | Василеостровский район  | 205 240                             |
| 3   | Wyborgskij         | Выборгский район        | 523 497                             |
| 4   | Kalininskij        | Калининский район       | 521 875                             |
| 5   | Kirowskij          | Кировский район         | 331 550                             |
| 6   | Kołpinskij         | Колпинский район        | 194 934                             |
| 7   | Krasnogwardiejskij | Красногвардейский район | 355 621                             |
| 8   | Krasnosielskij     | Красносельский район    | 412 886                             |
| 9   | Kronsztadskij      | Кронштадтский район     | 44 353                              |
| 10  | Kurortnyj          | Курортный район         | 78 910                              |
| 11  | Moskowskij         | Московский район        | 347 022                             |
| 12  | Niewskij           | Невский район           | 538 323                             |
| 13  | Pietrogradskij     | Петроградский район     | 125 731                             |
| 14  | Pietrodworcowyj    | Петродворцовый район    | 142 655                             |
| 15  | Primorskij         | Приморский район        | 580 100                             |
| 16  | Puszkinskij        | Пушкинский район        | 229 403                             |
| 17  | Frunzienskij       | Фрунзенский район       | 384 385                             |
| 18  | Centralnyj         | Центральный район       | 210 899                             |

## Warunki naturalne

### Klimat
| Miesiąc                              | Sty   | Lut   | Mar   | Kwi   | Maj  | Cze  | Lip  | Sie  | Wrz  | Paź  | Lis   | Gru   | Roczna |
| ------------------------------------ | ----- | ----- | ----- | ----- | ---- | ---- | ---- | ---- | ---- | ---- | ----- | ----- | ------ |
| Rekordy maksymalnej temperatury [°C] | 8,7   | 10,2  | 15,3  | 25,3  | 33,0 | 34,6 | 35,3 | 37,1 | 30,4 | 20,2 | 11,4  | 10,9  | 37,1   |
| Średnie temperatury w dzień [°C]     | -3,2  | -2,9  | 2,1   | 9,3   | 16,1 | 20,2 | 23,0 | 20,9 | 15,2 | 8,6  | 2,3   | -1,0  | 9,2    |
| Średnie dobowe temperatury [°C]      | -5,7  | -5,5  | -1,0  | 5,4   | 11,6 | 16,1 | 19,1 | 17,3 | 12,1 | 6,3  | 0,4   | -3,2  | 6,1    |
| Średnie temperatury w nocy [°C]      | -8,1  | -8,2  | -4,1  | 1,5   | 7,1  | 11,9 | 15,1 | 13,6 | 9,0  | 4,0  | -1,5  | -5,4  | 2,9    |
| Rekordy minimalnej temperatury [°C]  | -34,7 | -27,7 | -21,7 | -12,5 | -2,6 | 0,7  | 5,8  | 3,8  | -1,6 | -9,7 | -20,1 | -26,5 | −34,7  |
| Opady [mm]                           | 45,3  | 34,1  | 33,8  | 33,4  | 45,7 | 68,8 | 81,4 | 88,9 | 63,5 | 65,5 | 57,8  | 52,8  | 671,0  |
| Źródło: Климат Санкт-Петербурга      |       |       |       |       |      |      |      |      |      |      |       |       |        |

## Historia

### Wiek XVIII

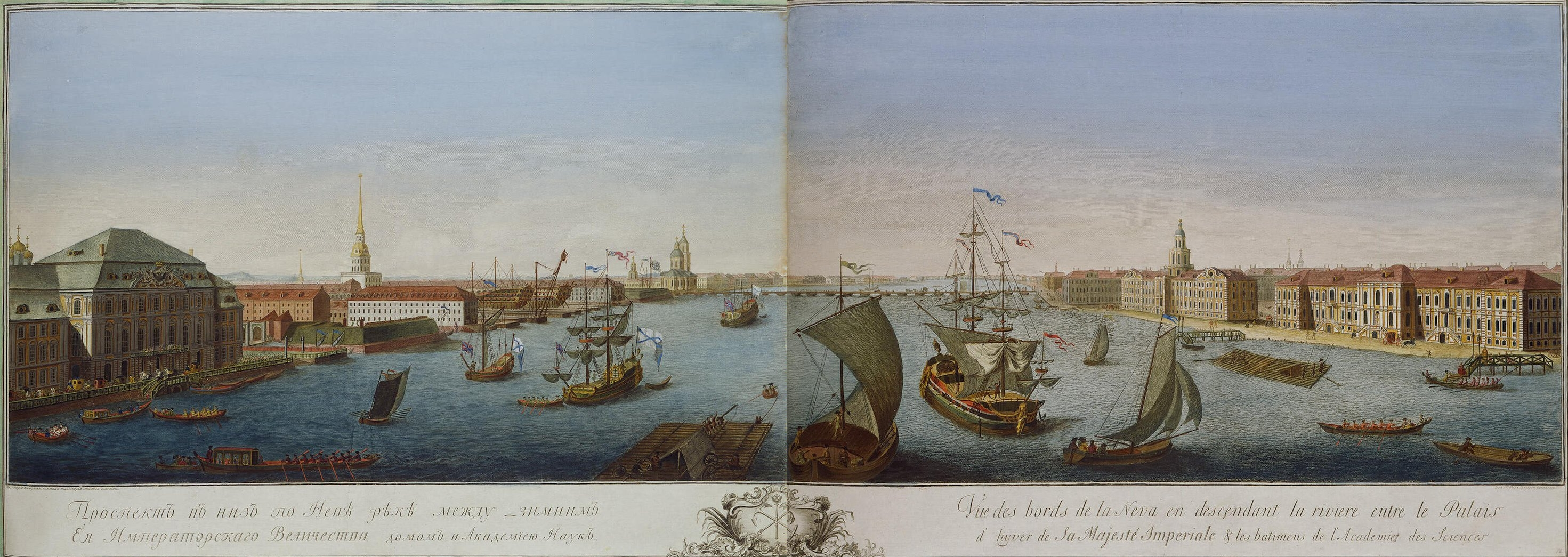
Grawiura: St. Petersburg i Newa 1753. Valeriani Joseph i Machaew Michaił Iwanowicz

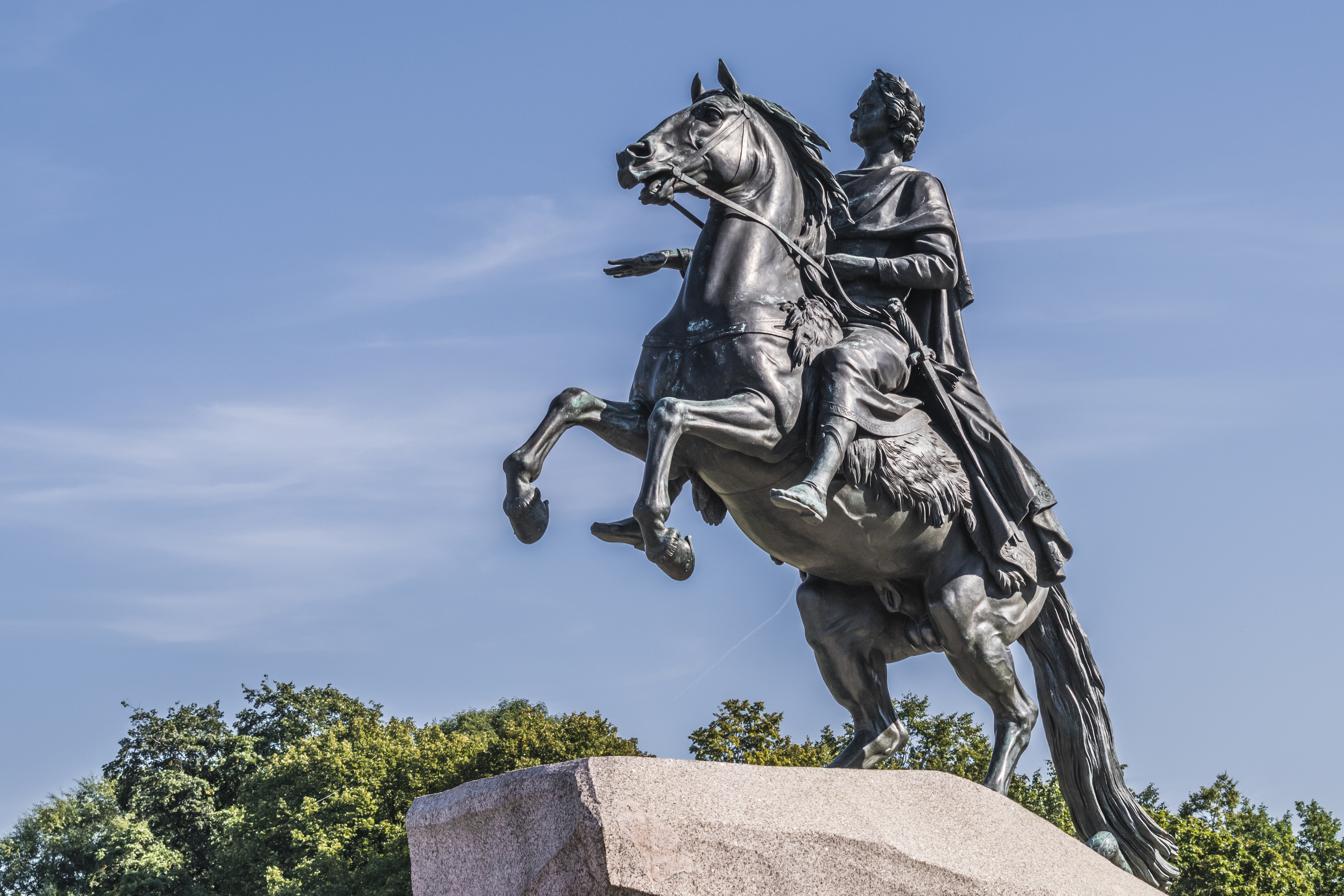
Pomnik Piotra Wielkiego

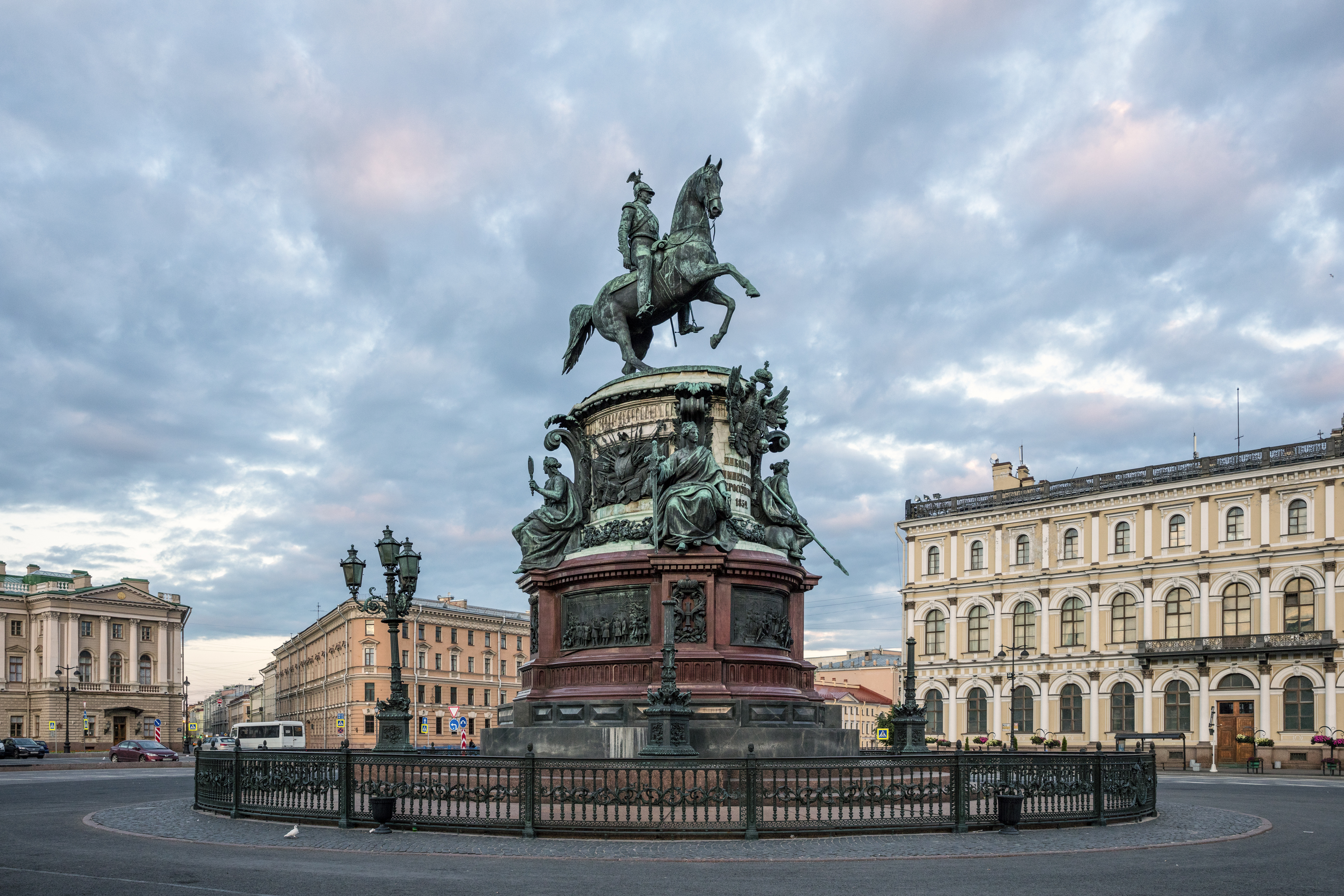
Pomnik Mikołaja I, 1859 (2016)

Sprawą prestiżową dla władców Rosji z dynastii Romanowów było uzyskanie dostępu do Morza Bałtyckiego. Przez ponad sto lat kolejni carowie bezskutecznie starali się osiągnąć wyznaczony cel. Dopiero w okresie rządów Piotra I Rosjanie znaleźli się nad Bałtykiem. Dzięki wojnie północnej, którą toczył ze Szwedami w latach 1701–1721 oraz zwycięstwie w bitwie pod Połtawą w 1709, a także korzystnych ustaleniach pokoju w Nystad (fin. Uusikaupunki), mógł przystąpić do zagospodarowywania nadmorskich obszarów.
Głównym marzeniem cara było zbudowanie od podstaw miasta, które miało świadczyć o narodzinach potęgi państwa rosyjskiego. Prace budowlane, w których brali udział najwybitniejsi architekci ówczesnej Europy, rozpoczęły się już w 1703 na zdobytej rok wcześniej od Szwecji Wyspie Zajęczej (fin. Jänissaari), położonej w Ingrii u ujścia Newy. Był to obszar podmokły i słabo zaludniony, toteż osuszenie tych terenów było podstawowym wyzwaniem dla budowniczych. 
Wbrew niektórym mitom, nie był to obszar dziewiczy. Miasto ulokowano w miejscu, gdzie znajdowała się dawna szwedzka forteca Nienschants, miasto Nien z ok. tysiącem mieszkańców oraz mniejsze osady. Ruiny fortecy odegrały istotną rolę jako źródło surowca do budowy fundamentów pierwszych gmachów miasta.
Pierwszą budowlą wzniesioną na obszarze Wyspy Zajęczej była Twierdza Pietropawłowska, którą rozpoczęto wznosić na mocy rozkazu cara z dnia 16 maja (27 maja według kalendarza gregoriańskiego) 1703. Dzień ten jest uznawany za datę założenia miasta. Na płycie kamiennej specjalnie przygotowanej na tę uroczystość wyryto następujący napis:
„Roku pańskiego 1703, 16 maja założone zostało przez cara i wielkiego księcia Piotra Aleksiejewicza miasto Sankt-Petersburg.”
Caryca Elżbieta kazała wybudować sobie w Petersburgu pałac, wzorowany na francuskim Wersalu – tzw. Pałac Zimowy. Jako pierwsza zamieszkała w nim cesarzowa Katarzyna II.

### Wiek XIX
- dekabryści
- deklaracja petersburska

### Wiek XX
- krwawa niedziela (Petersburg 1905)
- rewolucja lutowa (1917)
- rewolucja październikowa
- zamach na Siergieja Kirowa rozpoczął wielki terror, wiele ofiar pochowano w Lewaszowie
- blokada Leningradu
- Anatolij Sobczak mer, współpracował z Władimirem Putinem

## Demografia
Skład narodowościowy:
| w 1897: 1. Rosjanie – 1 094 029 (86,49%) 2. Niemcy – 50 780 (4,01%) 3. Polacy – 36 729 (2,90%) 4. Finowie – 21 006 (1,66%) 5. Estończycy – 12 238 (0,97%) 6. Żydzi – 12 037 (0,95%) 7. Łotysze – 6277 (0,50%) 8. Ukraińcy – 5203 (0,41%) 9. Tatarzy – 4942 (0,39%) 10. Szwedzi – 4623 (0,37%) | w 1939: 1. Rosjanie – 2 775 979 (86,99%) 2. Żydzi – 201 542 (6,32%) 3. Ukraińcy – 54 660 (1,71%) 4. Białorusini – 32 353 (1,01%) 5. Tatarzy – 31 506 (0,99%) 6. Polacy – 20 605 (0,65%) 7. Estończycy – 15 161 (0,48%) 8. Niemcy – 10 104 (0,32%) 9. Łotysze – 9554 (0,30%) 10. Finowie – 7923 (0,25%) | w 1979: 1. Rosjanie – 4 097 629 (89,69%) 2. Żydzi – 142 730 (3,12%) 3. Ukraińcy – 117 412 (2,57%) 4. Białorusini – 81 575 (1,79%) 5. Tatarzy – 39 403 (0,86%) 6. Polacy – 9607 (0,21%) 7. Ormianie – 7995 (0,18%) 8. Estończycy – 6237 (0,14%) 9. Czuwasze – 6057 (0,13%) 10. Finowie – 5719 (0,13%) | w 2010: 1. Rosjanie – 3 908 753 (79,10%) 2. Ukraińcy – 64 446 (1,32%) 3. Białorusini – 38 136 (0,78%) 4. Tatarzy – 30 857 (0,63%) 5. Żydzi – 24 132 (0,49%) 6. Uzbecy – 20 345 (0,42%) 7. Ormianie – 19 971 (0,41%) 8. Azerowie – 17 717 (0,36%) 9. Tadżycy – 12 072 (0,25%) 10. Gruzini – 8274 (0,17%) |

## Zabytki
- Twierdza Pietropawłowska
- Pałac Zimowy

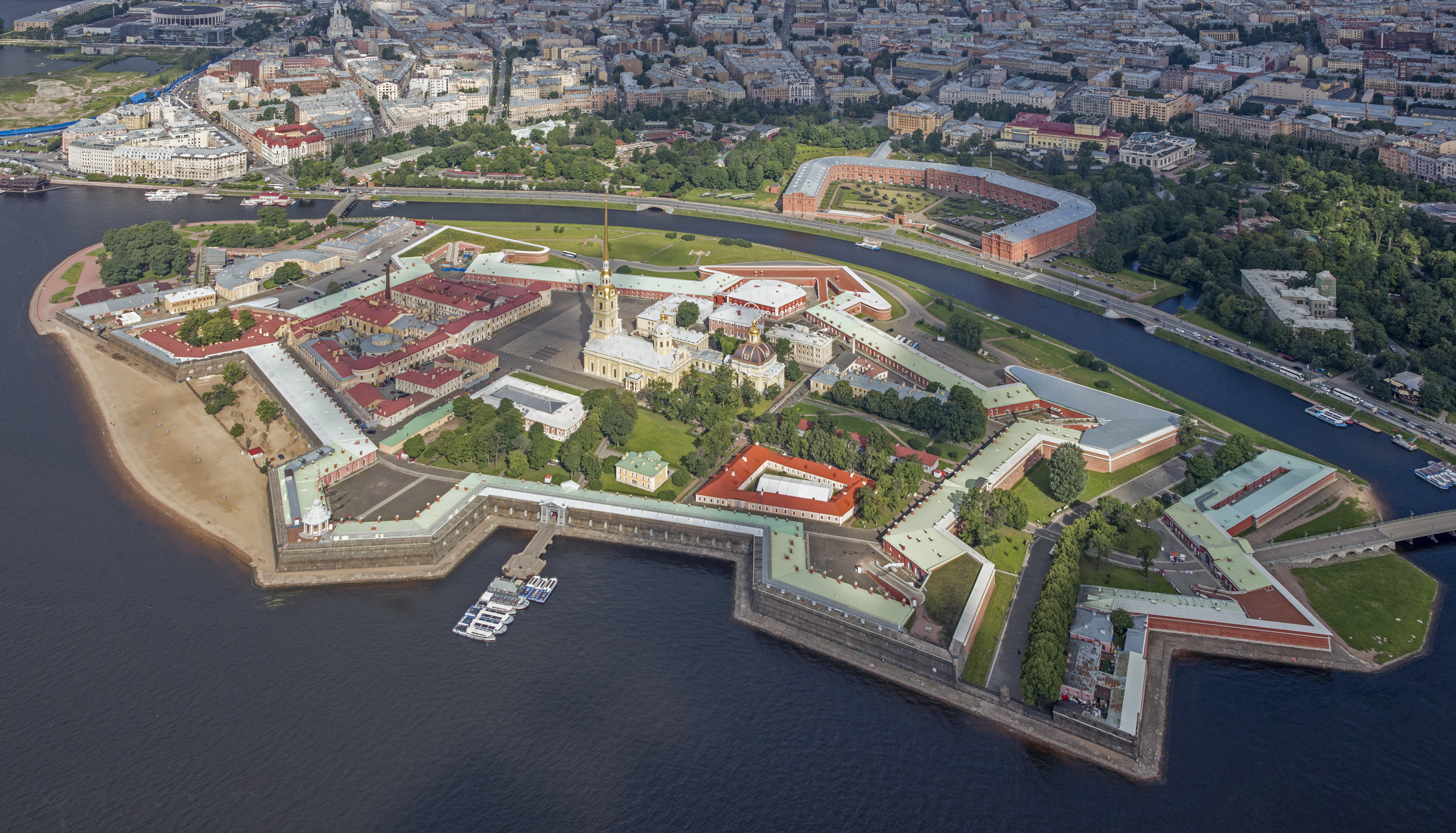
Twierdza Pietropawłowska

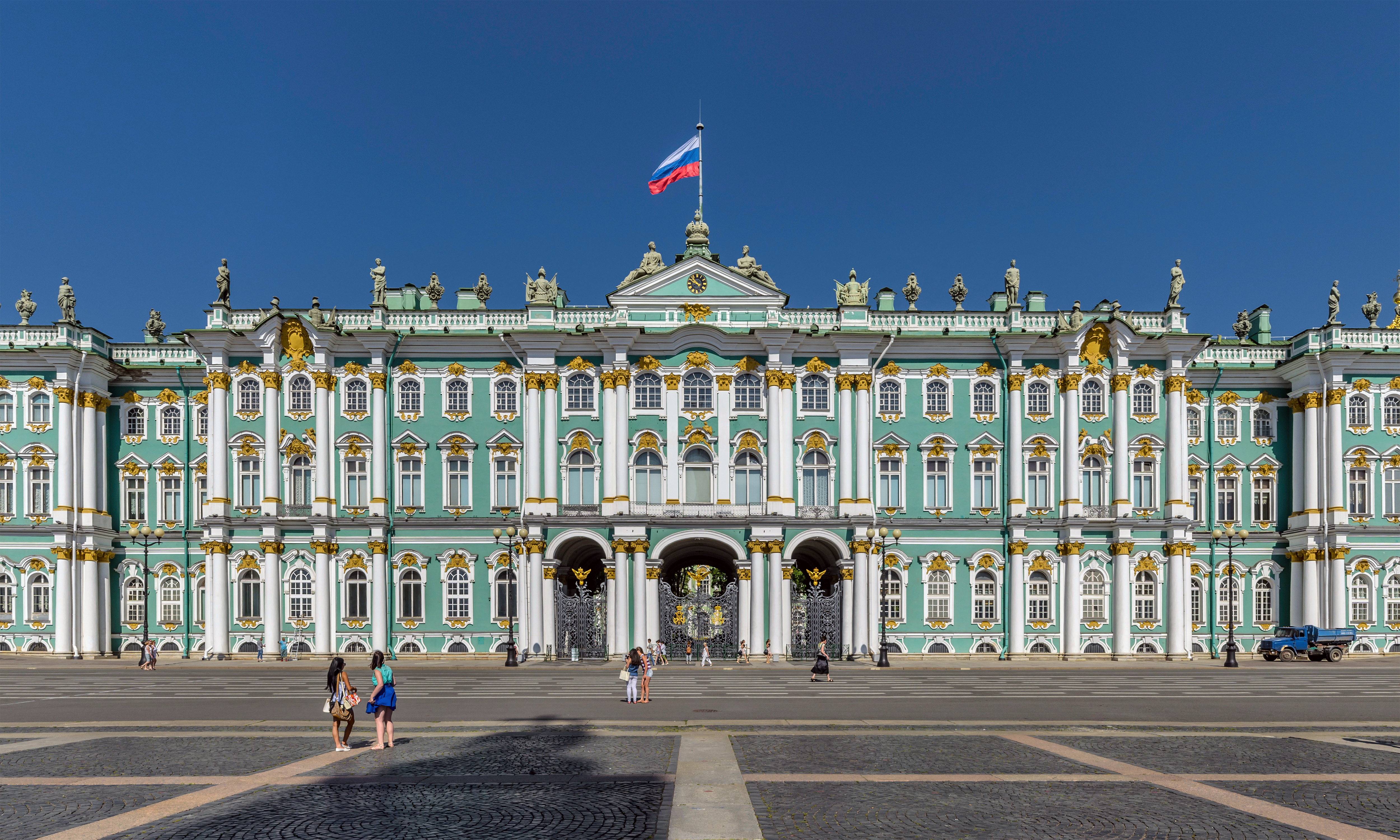
Pałac Zimowy

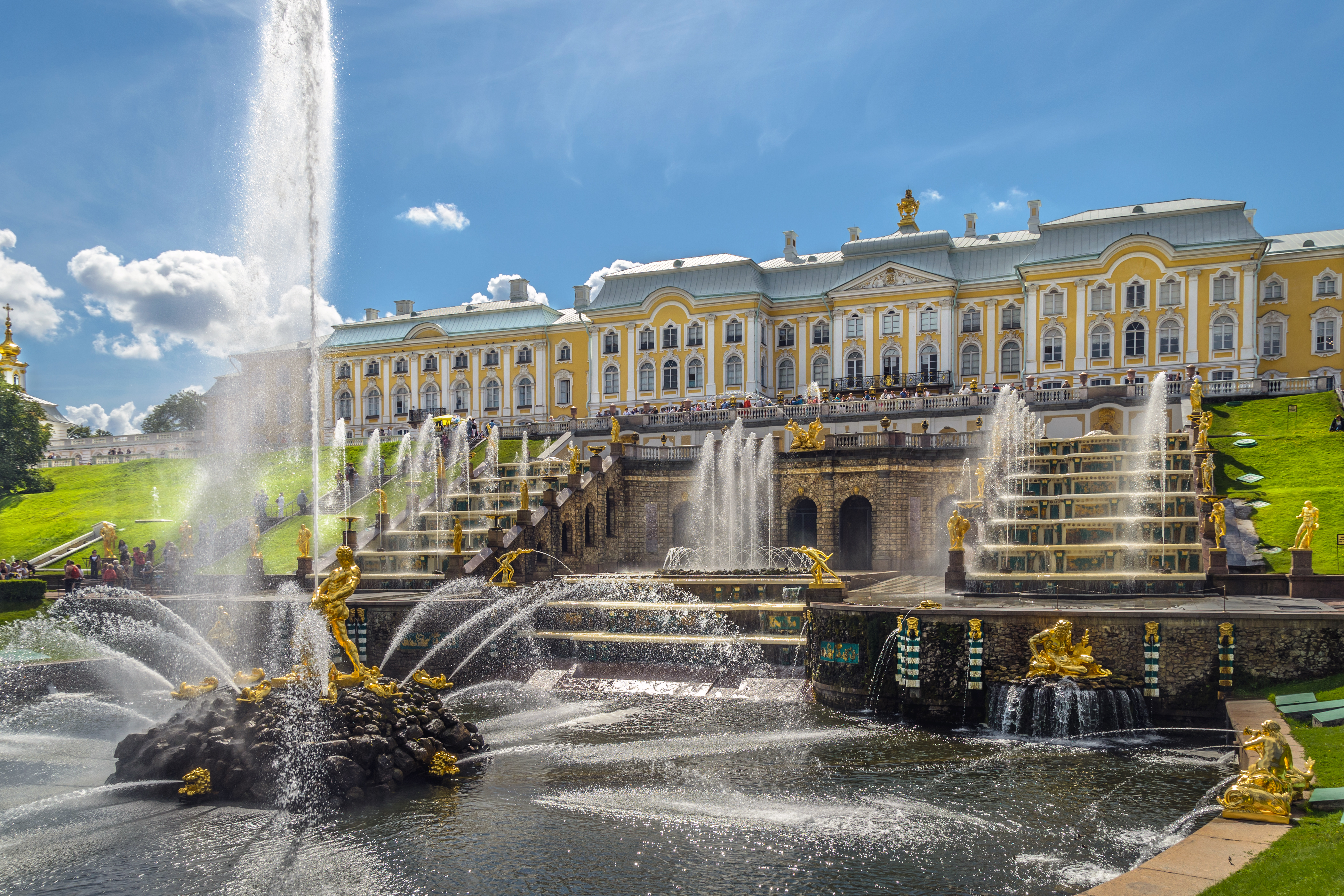
Zespół pałacowo-ogrodowy Peterhof

- Pałac Marmurowy – miejsce zamieszkania króla Polski Stanisława Augusta Poniatowskiego po rozbiorach Polski
- Zespół pałacowo-ogrodowy Peterhof
- Zespół pałacowy Oranienbaum
- Kunstkamera(inne języki) – najstarsze muzeum w Rosji
- Zamek Michajłowski
- Gmach Admiralicji
- Gmach Sztabu Głównego
- Pałac Taurydzki
- Filharmonia Petersburska
- Teatr Aleksandryjski(inne języki) na placu Ostrowskiego
- Cmentarz Tichwiński
- Most Bolszeochtinskij
- Dom Piotra Wielkiego

### Zabytkowe świątynie
- Kościół św. Katarzyny – miejsce pochówku króla Stanisława Augusta w l. 1798–1938
- Sobór Kazańskiej Ikony Matki Bożej
- Sobór św. Izaaka
- Sobór Zmartwychwstania Pańskiego
- Wielka Synagoga Chóralna
- Świątynia buddyjska w Sankt Petersburgu
- Meczet w Petersburgu
- Sobór Świętej Trójcy
- Cerkiew św. Eliasza

## Gospodarka
Dzięki dogodnemu położeniu geograficznemu rozwinął się w nim przemysł stoczniowy (np. Stocznia Bałtycka), maszynowy (Zakłady Elektrosiła, Fabryka Kirowa), elektrotechniczny i elektroniczny, hutnictwo żelaza i metali kolorowych, przemysł chemiczny, a zwłaszcza gumowy, włókienniczy, odzieżowy, skórzano-obuwniczy, poligraficzny, drzewny, papierniczy, materiałów budowlanych oraz spożywczy.
W Petersburgu znajduje się zatrudniająca 6700 osób fabryka aut, w której produkowany był model Chevrolet Cruze.

## Transport

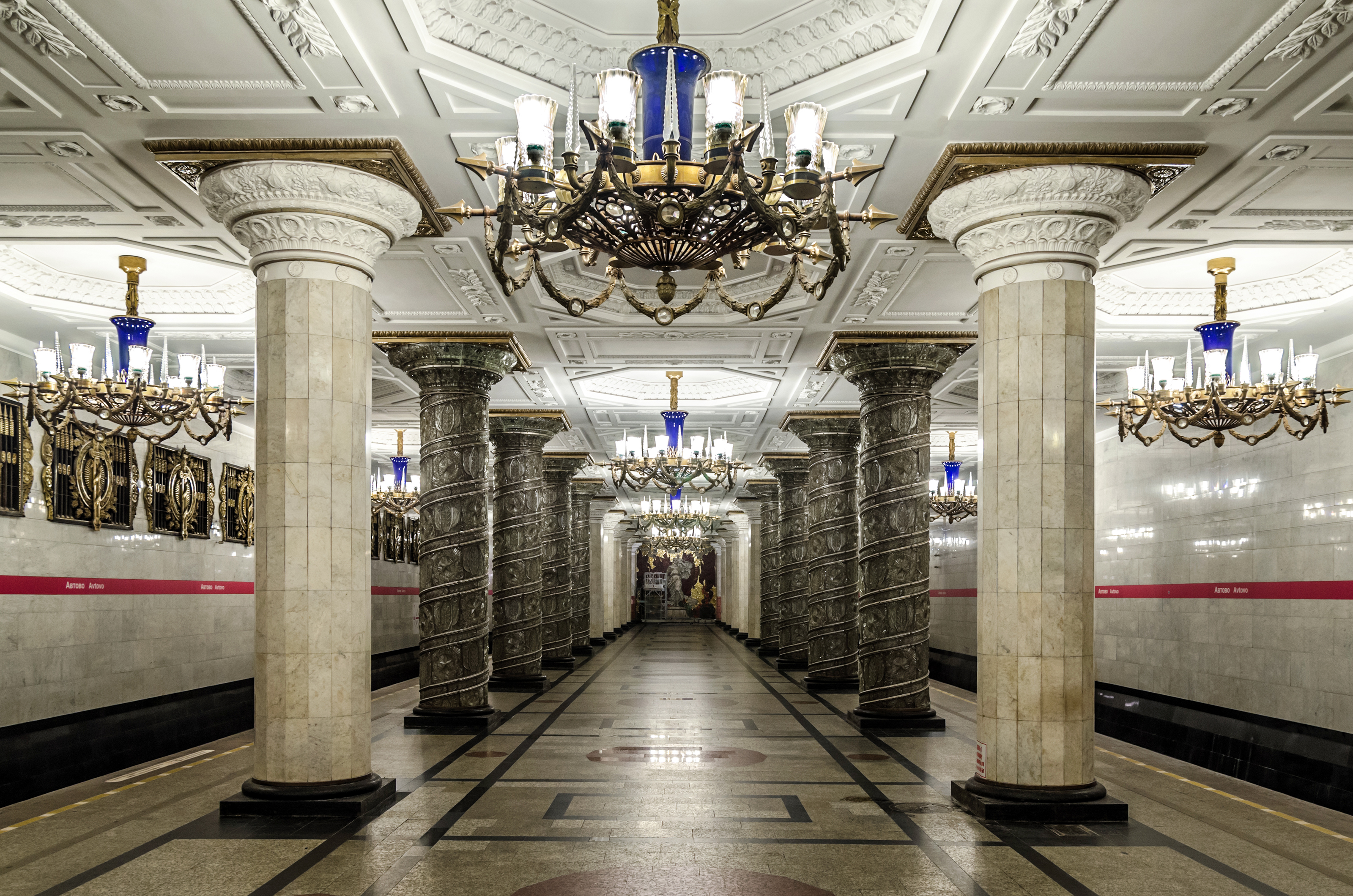
Metro – stacja Awtowo

Petersburg jest wielkim węzłem kolejowym i drogowym oraz jednym z największych portów morskich Rosji. Port rzeczny połączony jest drogami wodnymi z morzami: Białym, Azowskim, Kaspijskim i Czarnym. Znajduje się tu także międzynarodowy port lotniczy Pułkowo.
- Metro w Petersburgu
- Tramwaje w Petersburgu
- Pulkovo Airlines – linia lotnicza
- Rossiya – linia lotnicza

## Wojsko
Miasto jest siedzibą dowództwa Zachodniego Okręgu Wojskowego Sił Zbrojnych Federacji Rosyjskiej.
W mieście stacjonują dowództwo i sztab 6 Armii Ogólnowojskowej.

## Oświata

### Uczelnie w Petersburgu
W Leningradzie funkcjonowała Leningradzka Szkoła Choreografii .

## Sport

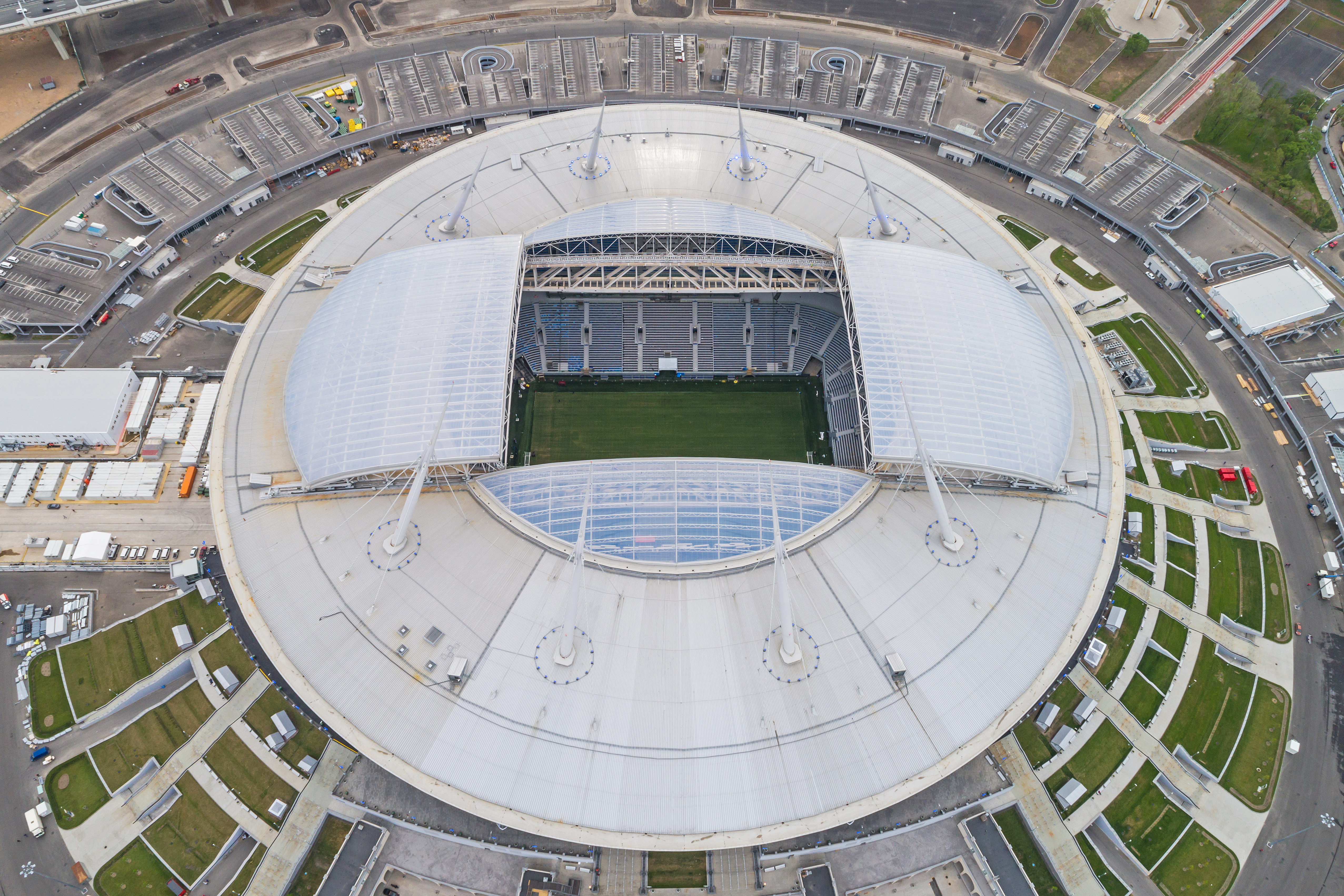
Stadion Kriestowskij

Miasto jest jednym z centrów sportowych Rosji. Istnieje tu Petersburski Kompleks Sportowo-Koncertowy. Działają tutaj kluby Zenit Petersburg (piłka nożna), SKA Sankt Petersburg (mający sekcje hokeja na lodzie oraz piłki nożnej), Dinamo Petersburg, Spartak Petersburg (koszykówka). W mieście rozgrywany jest także tenisowy turniej Sankt Petersburg Open. W rejonie miasta działa także skocznia narciarska Kawgołowo.

## Polonica
- W Twierdzy Pietropawłowskiej po insurekcji kościuszkowskiej byli więzieni Tadeusz Kościuszko, Julian Ursyn Niemcewicz i Jan Kiliński.
- W Pałacu Marmurowym po rozbiorach Polski w ostatnich latach życia zamieszkiwał król Polski Stanisław August Poniatowski.
- W XVIII-wiecznym kościele św. Katarzyny został pochowany król Stanisław August Poniatowski. Spoczywał tu do 1938 r.
- W Petersburgu znajdują się pomnik Adama Mickiewicza oraz kamienica, w której mieszkał od kwietnia 1828 do maja 1829 (pobyt upamiętnia tablica na ścianie budynku).
- W Petersburgu spędziła ostatnie lata życia i zmarła polska kompozytorka Maria Szymanowska.
- W 1857 zostało zawiązane Koło Oficerów Polskich w Petersburgu.
- W 1908 została założona w Petersburgu jedna z najstarszych polskich korporacji akademickich – Sarmatia.

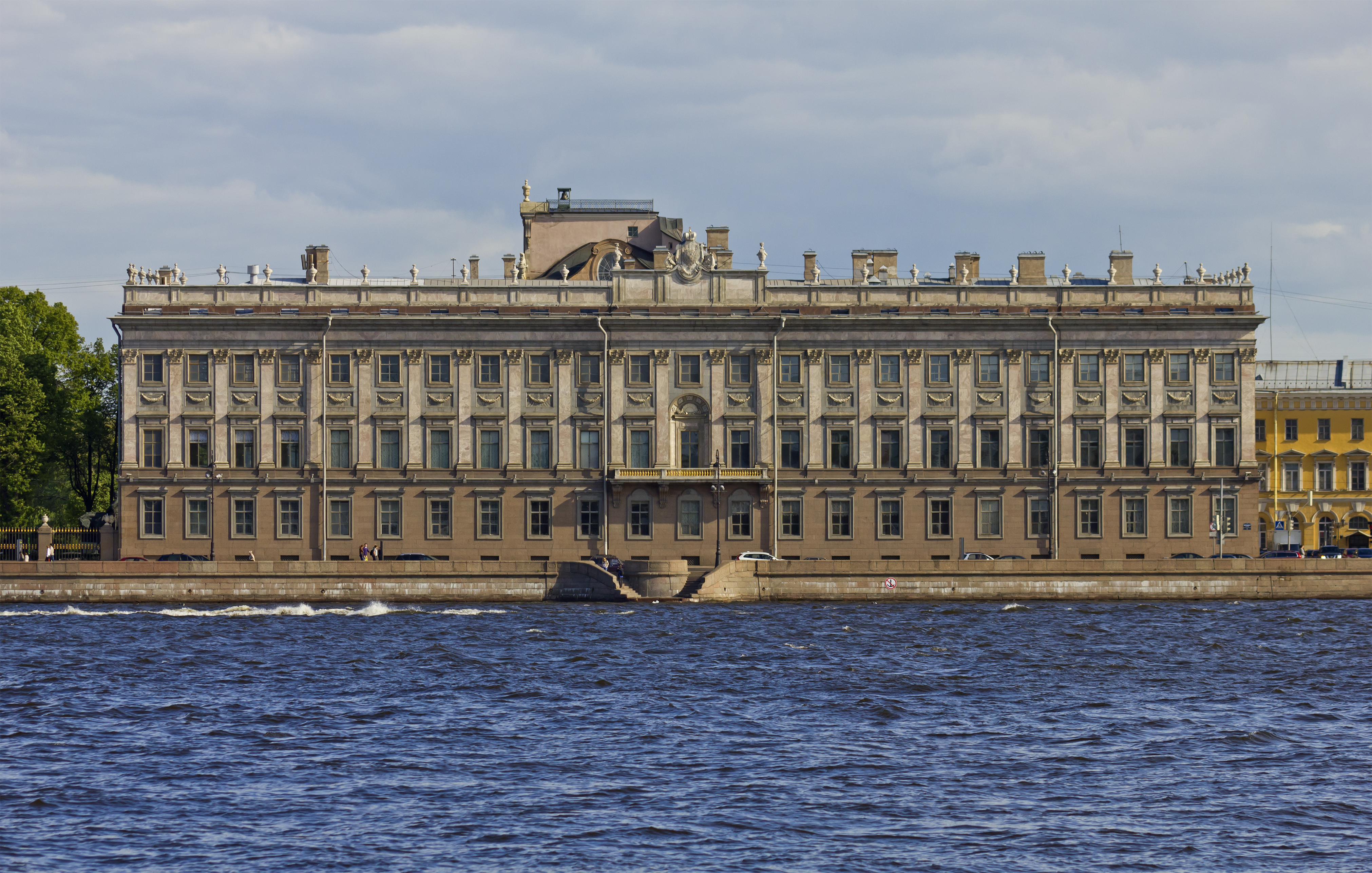
Pałac Marmurowy
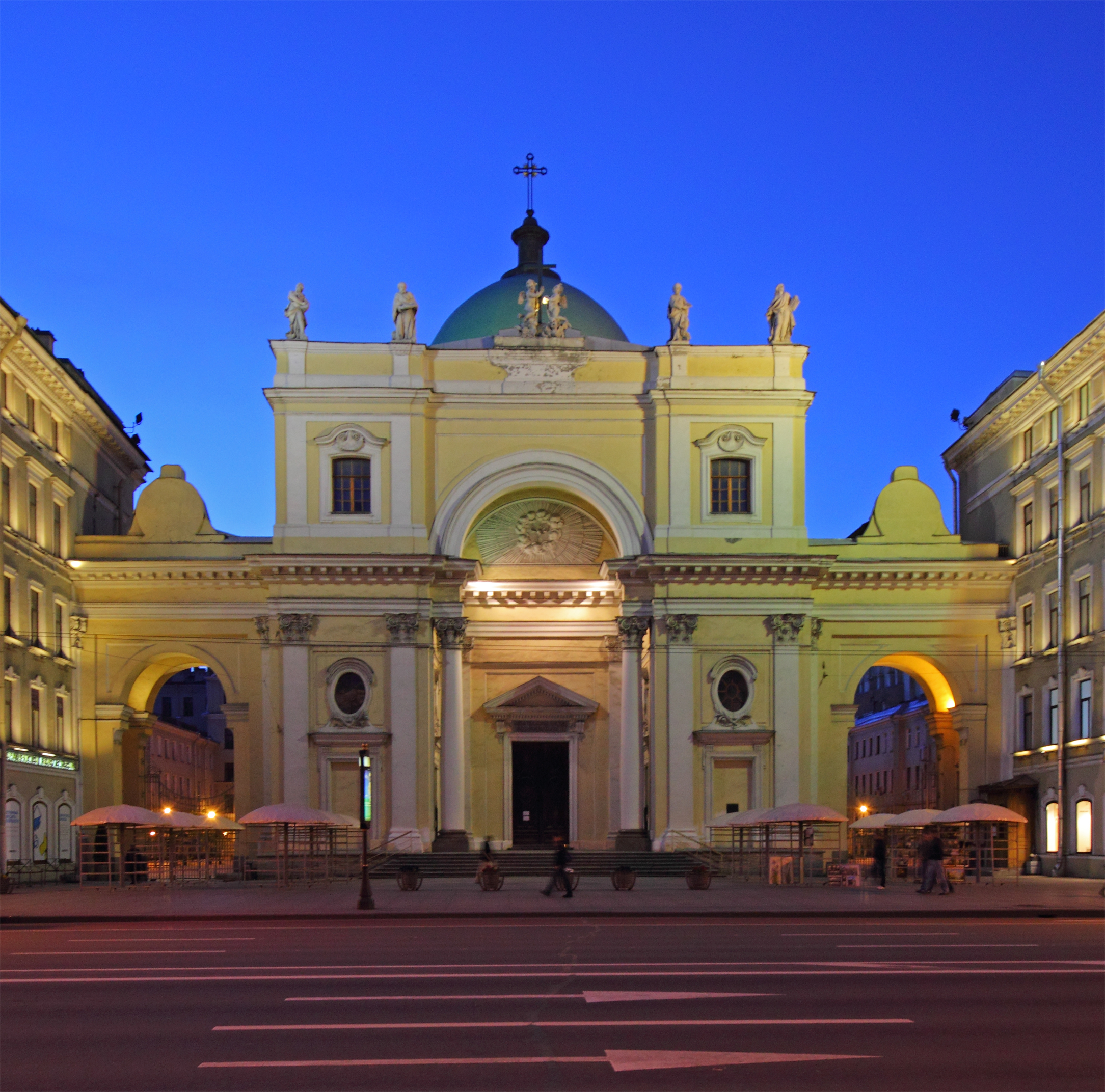
Kościół św. Katarzyny
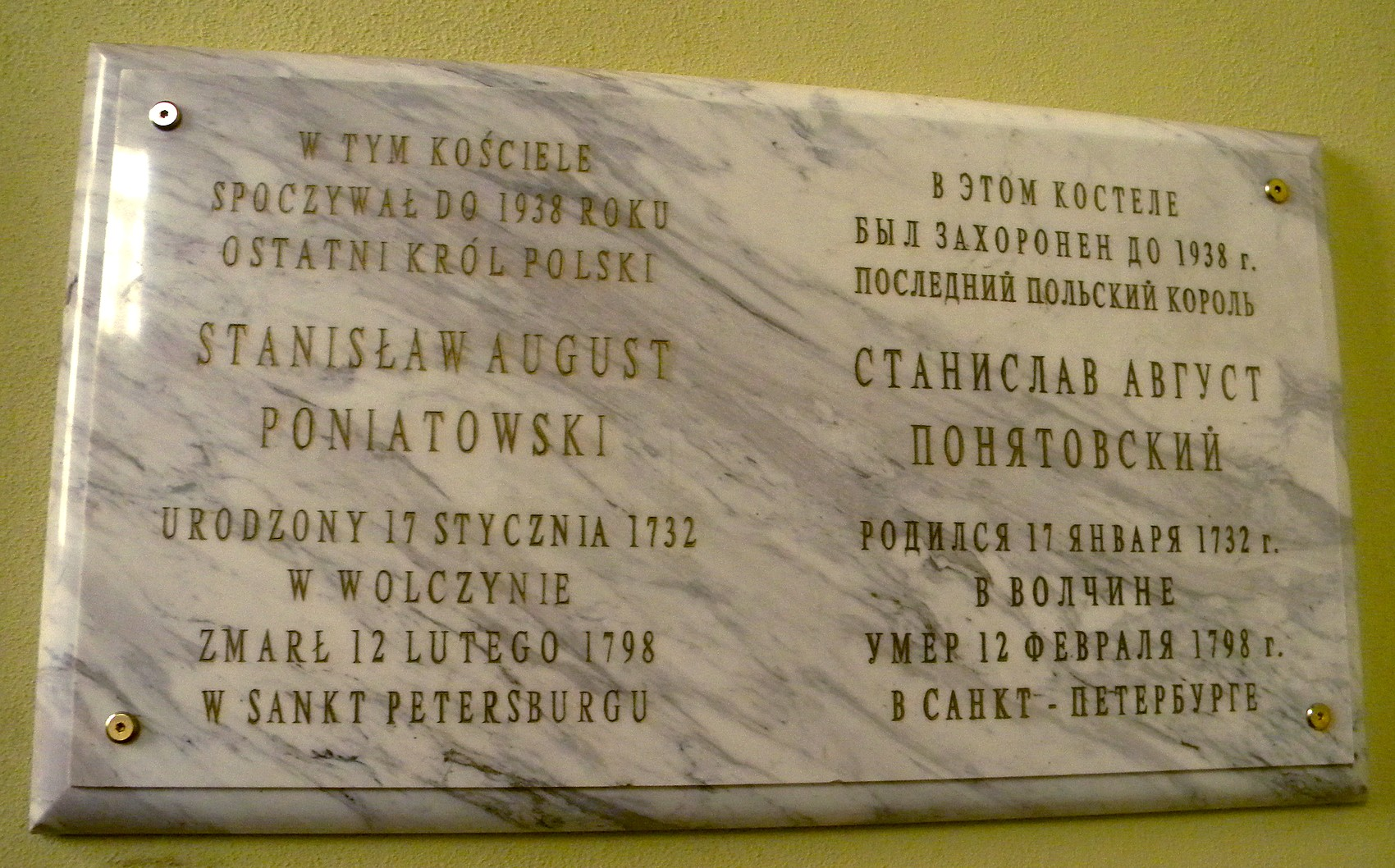
Tablica upamiętniająca dawny pochówek króla Stanisława Augusta w kościele św. Katarzyny
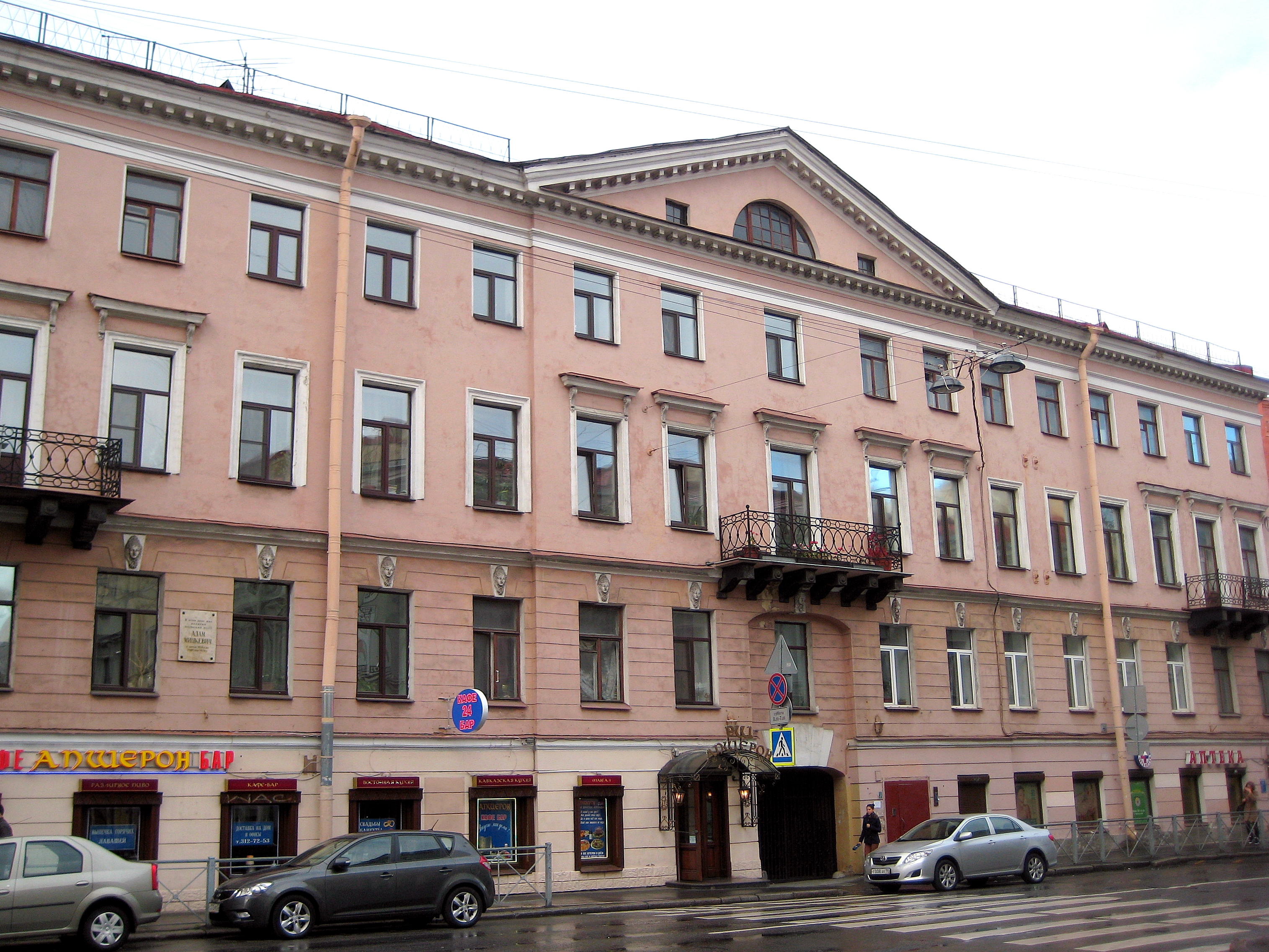
Dom, w którym mieszkał Adam Mickiewicz w 1828/1829
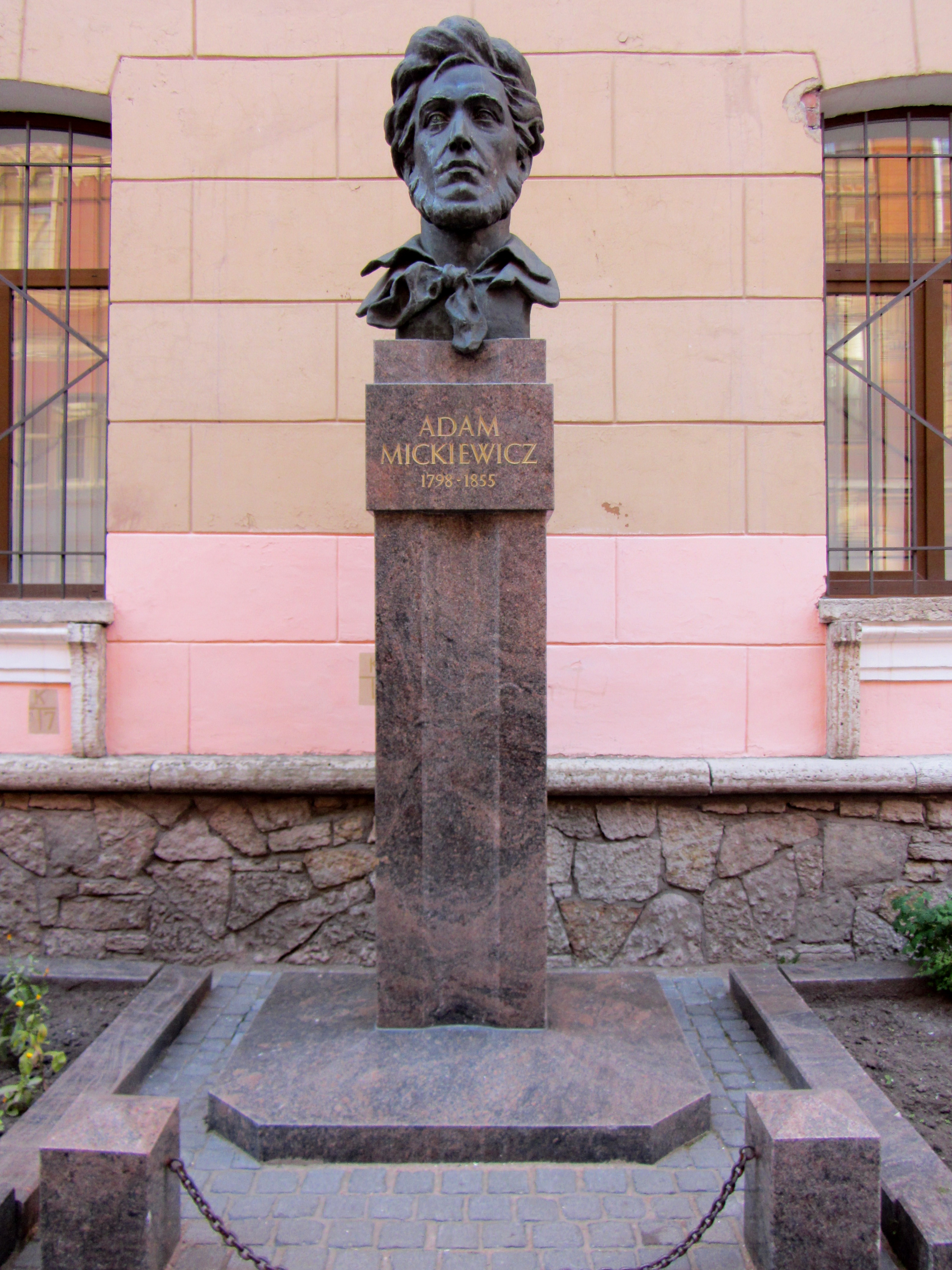
Pomnik Adama Mickiewicza
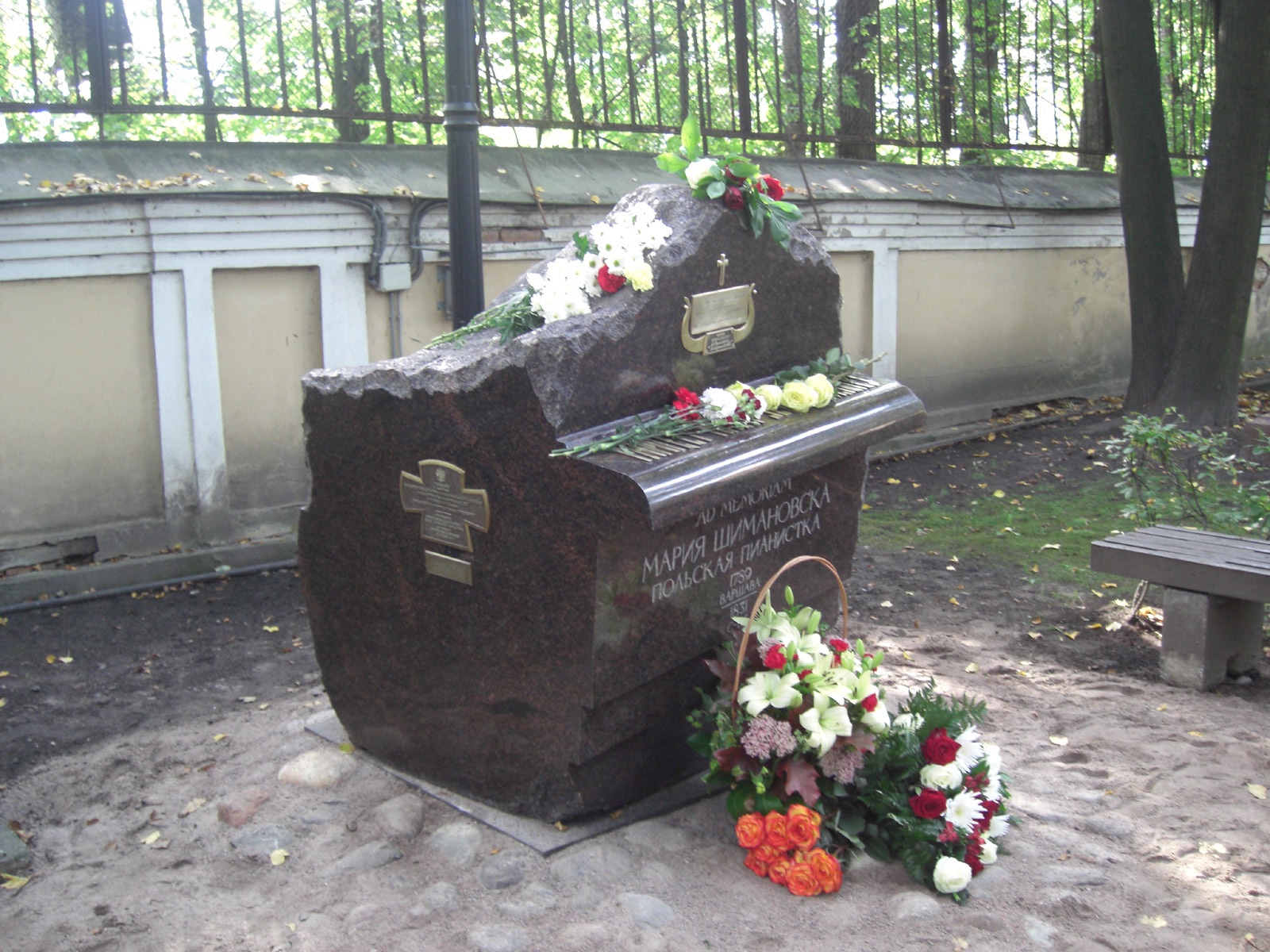
Cenotaf Marii Szymanowskiej
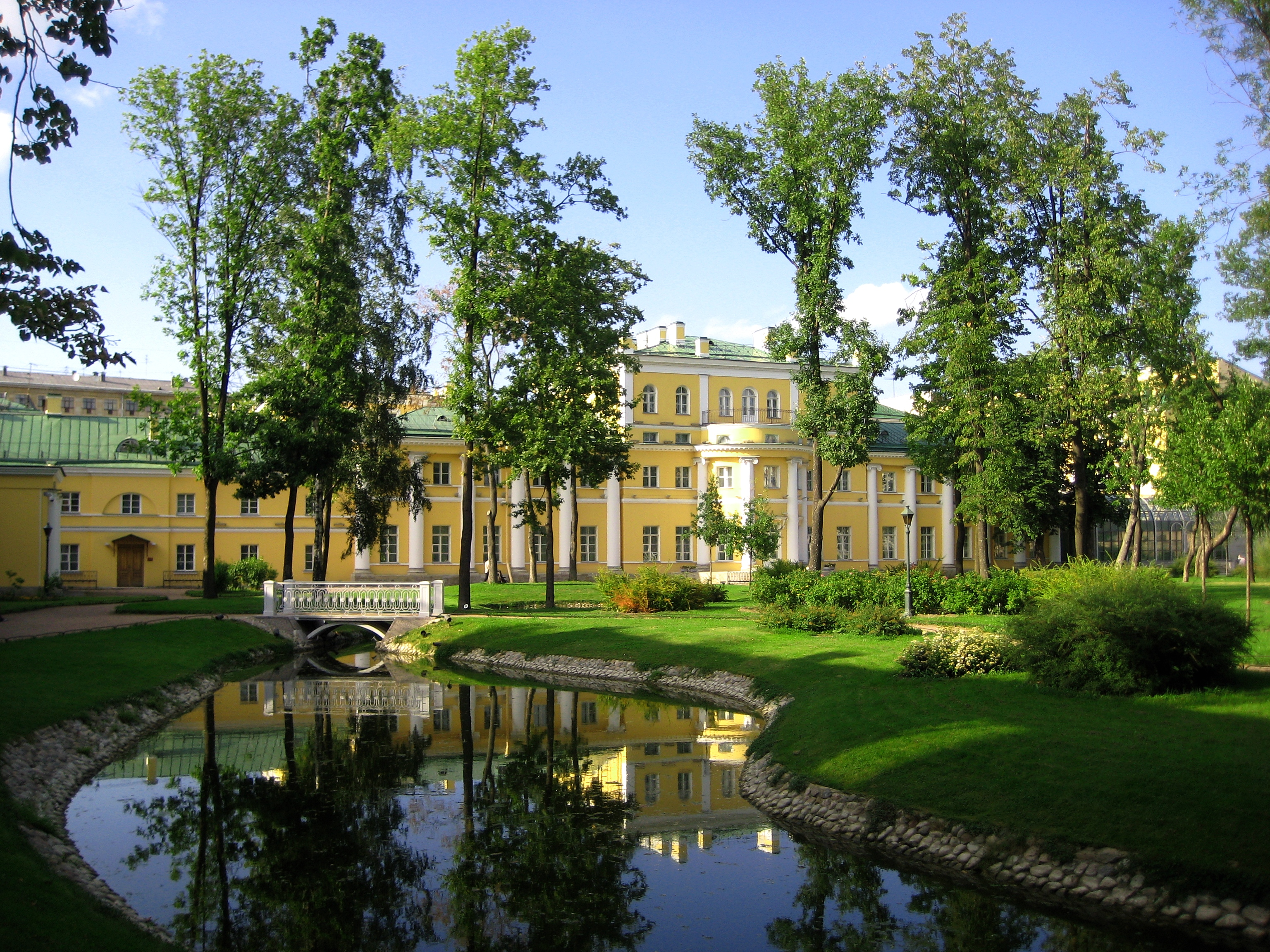
Ogród Polski

## Współpraca
Miejscowości partnerskie:
| - Antwerpia (Belgia) - Belgrad (Serbia) - Birmingham (Wielka Brytania) - Debreczyn (Węgry) - Drezno (Niemcy) - Duszanbe (Tadżykistan) - Erywań (Armenia) - Hamburg (Niemcy) - Hawr (Francja) - Isfahan (Iran) - Koszyce (Słowacja) - Lansing (Stany Zjednoczone) - Los Angeles (Stany Zjednoczone) - Lwów (Ukraina) - Maribor (Słowenia) | - Mediolan (Włochy) - Melbourne (Australia) - Mumbaj (Indie) - Nampo (Korea Północna) - Osaka (Japonia) - Płowdiw (Bułgaria) - Rotterdam (Holandia) - Sewastopol - Sofia (Bułgaria) - St. Petersburg (Stany Zjednoczone) - Stambuł (Turcja) - Turku (Finlandia) - Warna (Bułgaria) - Westport (Stany Zjednoczone) - Wilno (Litwa) - Zagrzeb (Chorwacja) |

## Galeria

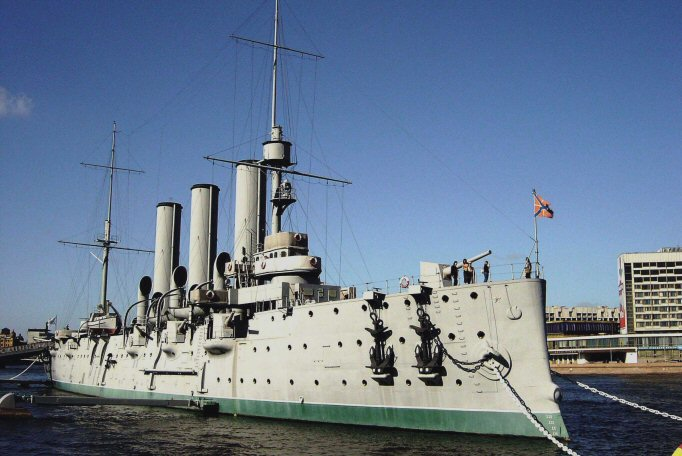
Krążownik Aurora
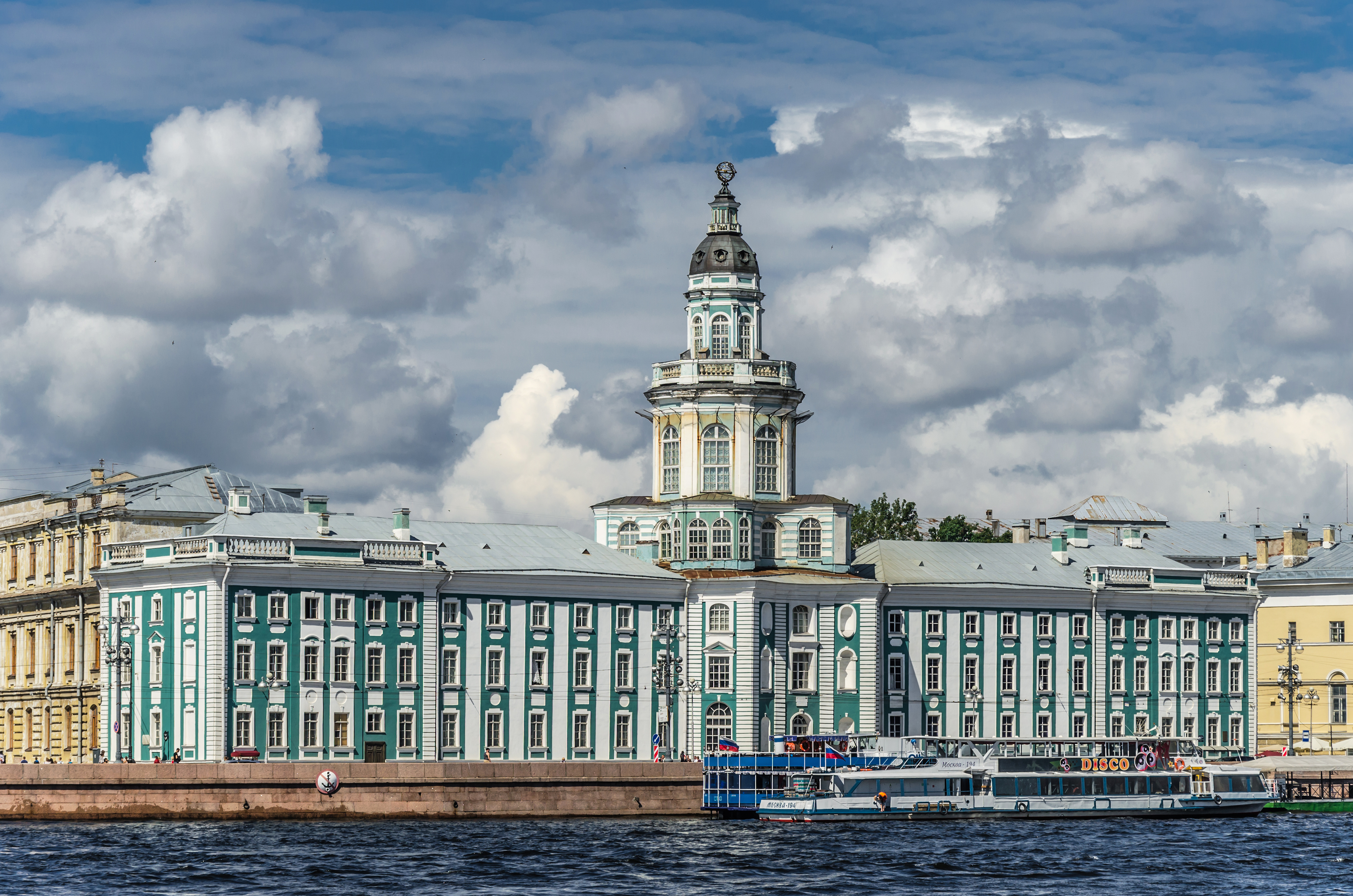
Kunstkamera(inne języki)
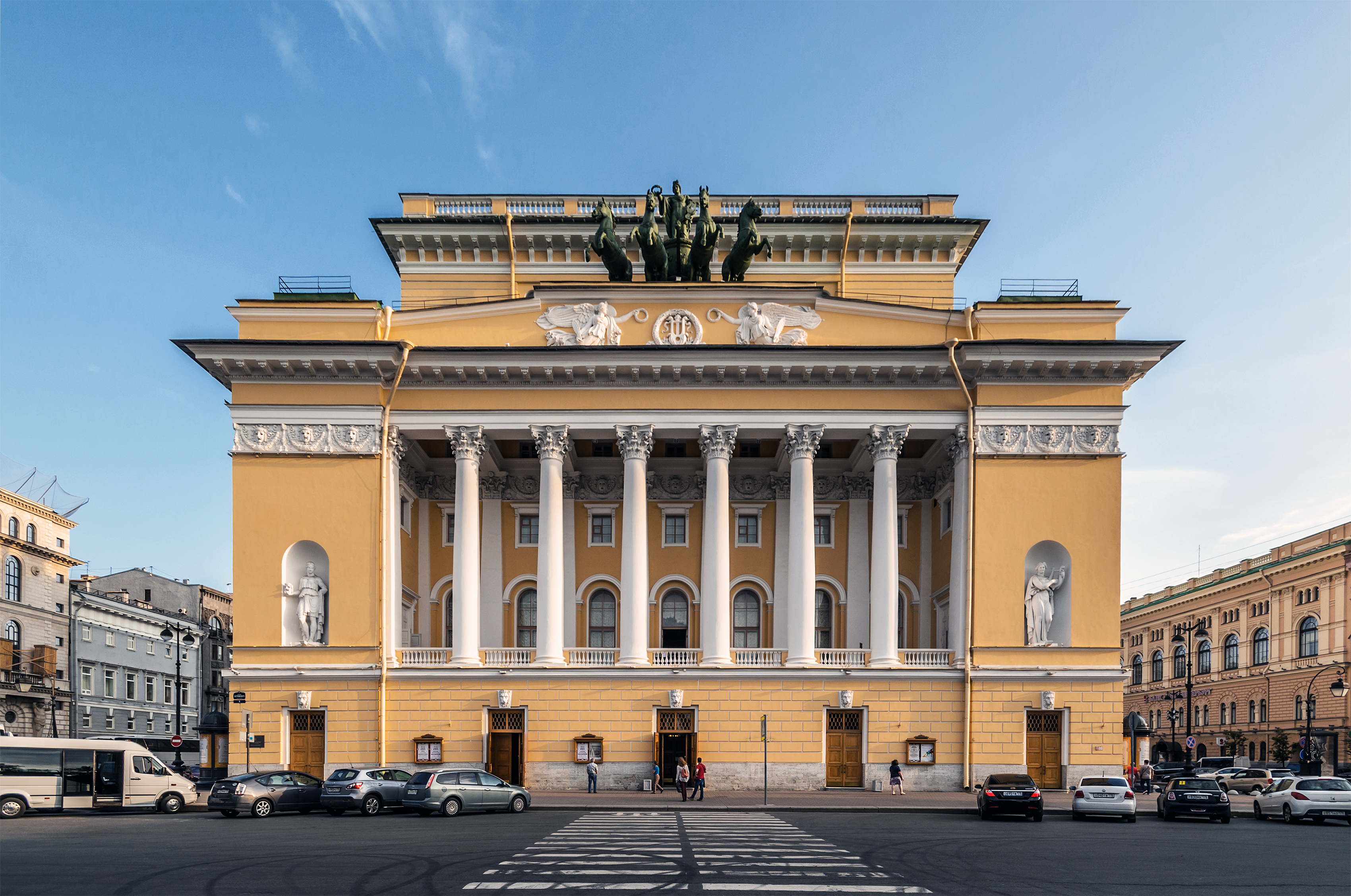
Teatr Aleksandryjski(inne języki)
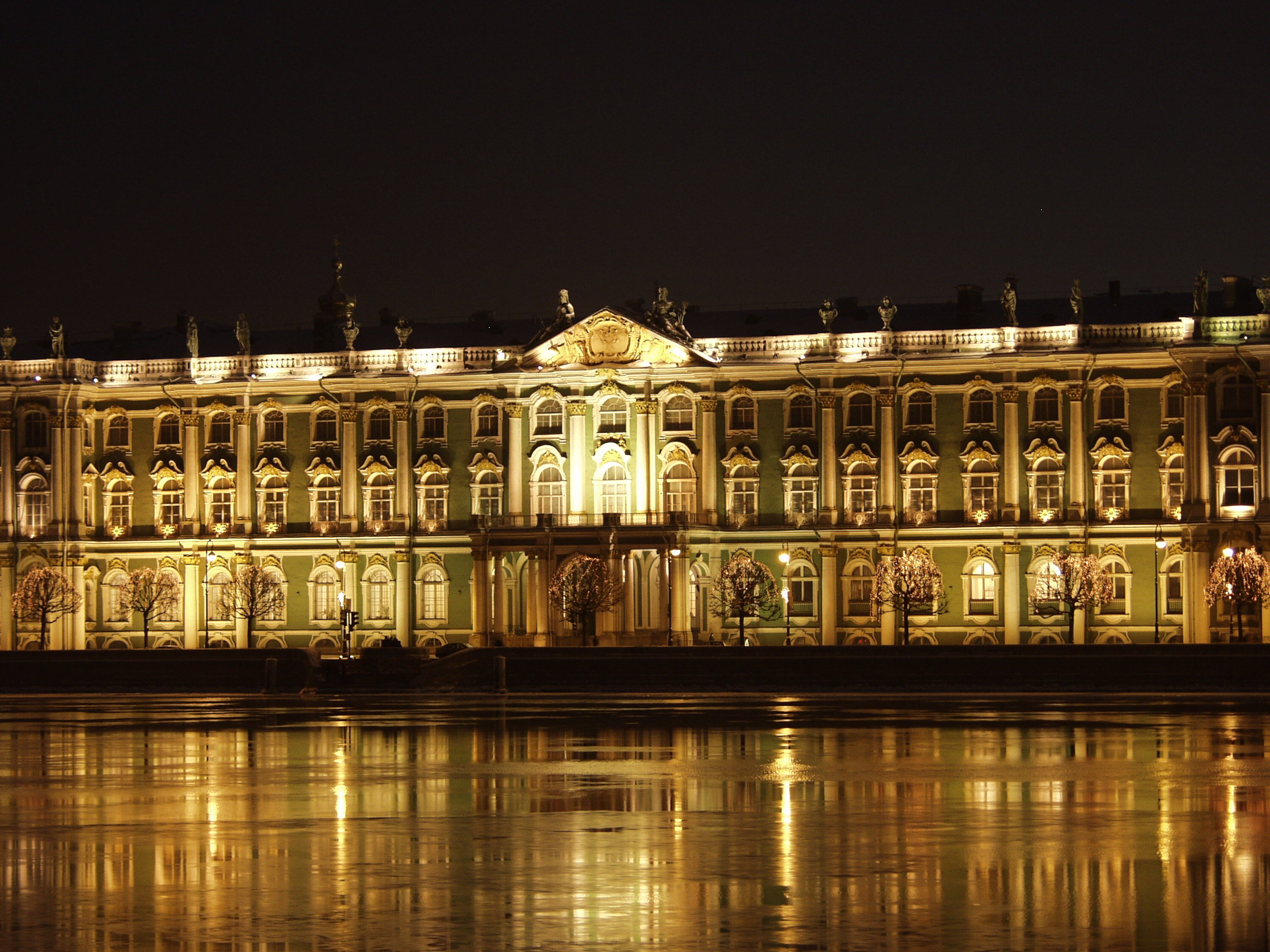
Ermitaż nocą
Sobór Zmartwychwstania Pańskiego
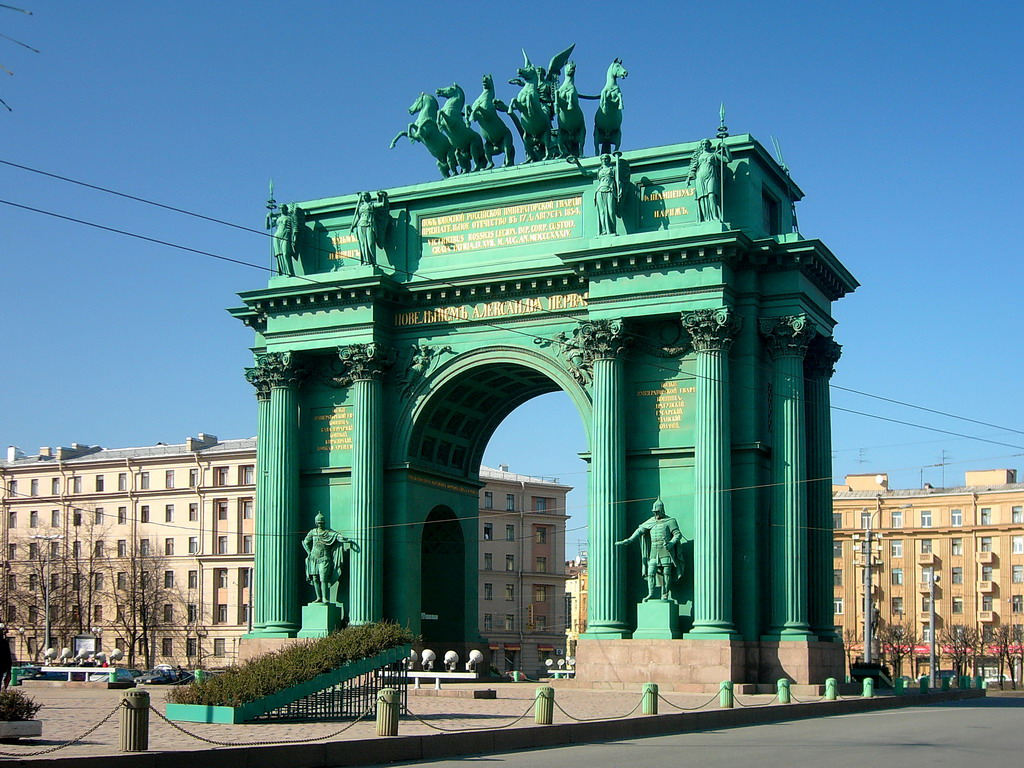
Narewski Łuk Triumfalny
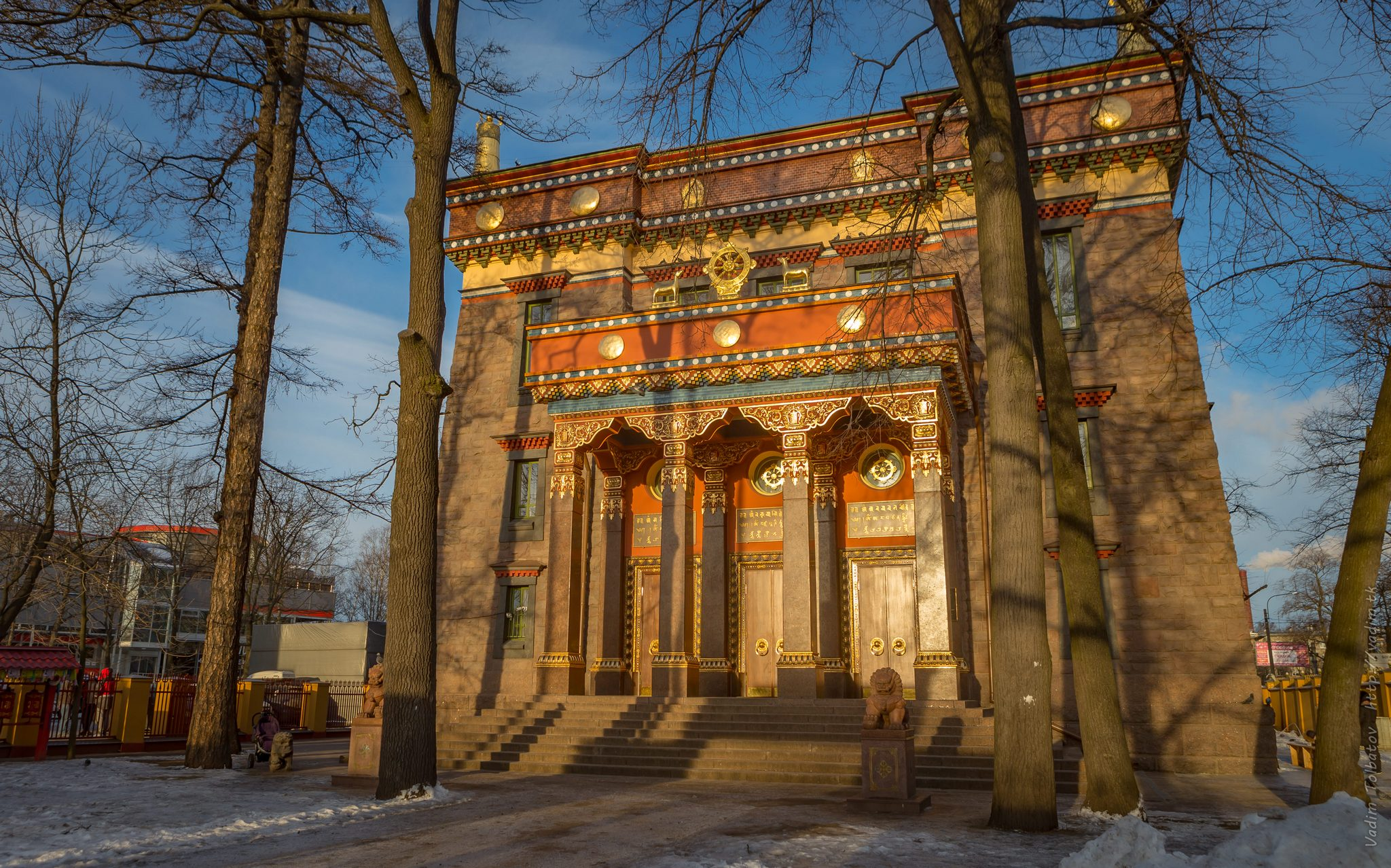
Świątynia buddyjska w Sankt Petersburgu